# Béceleuf
Béceleuf é uma comuna francesa na região administrativa da Nova Aquitânia, no departamento de Deux-Sèvres. Estende-se por uma área de 19,04 km². Em 2010 a comuna tinha 779 habitantes (densidade: 40,9 hab./km²).